# 1999년 6월
| 1999년: 1월 · 2월 · 3월 · 4월 · 5월 · 6월 · 7월 · 8월 · 9월 · 10월 · 11월 · 12월 |

| <          | 1999년 6월  | 1999년 6월  | 1999년 6월 | 1999년 6월 | 1999년 6월 | >          |
| 일         | 월          | 화          | 수         | 목         | 금         | 토         |
|            |             | 1 4.18 갑신 | 2 19 을유  | 3 20 병술  | 4 21 정해  | 5 22 무자  |
| 6 23 기축  | 7 24 경인   | 8 25 신묘   | 9 26 임진  | 10 27 계사 | 11 28 갑오 | 12 29 을미 |
| 13 30 병신 | 14 5.1 정유 | 15 2 무술   | 16 3 기해  | 17 4 경자  | 18 5 신축  | 19 6 임인  |
| 20 7 계묘  | 21 8 갑진   | 22 9 을사   | 23 10 병오 | 24 11 정미 | 25 12 무신 | 26 13 기유 |
| 27 14 경술 | 28 15 신해  | 29 16 임자  | 30 17 계축 |            |            |            |

| 편집하기 |

## 1999년6월 30일
- 씨랜드 청소년수련원 화재 사건으로 23명이 사망하고 5명이 부상당하는 참사가 발생했다.

## 1999년6월 19일
- 토리노가 2006년 동계 올림픽 개최지로 선정되었다.

## 1999년6월 10일
- 중화인민공화국이 파룬궁을 탄압하기 위해 610 사무실을 설립하였다.